# کوف اوبا
کوف‌اوبا (به ترکی آذربایجانی: Kufoba) یک منطقه مسکونی در جمهوری آذربایجان است که در شهرستان قوسار واقع شده است. کوف‌اوبا ۴۳۸ نفر جمعیت دارد.